# Hannusiwka
Hanusowce (hist. Hanuszowce, ukr. Ганнусівка) – wieś na Ukrainie w rejonie tyśmienickim obwodu iwanofrankiwskiego, założona w XV w.

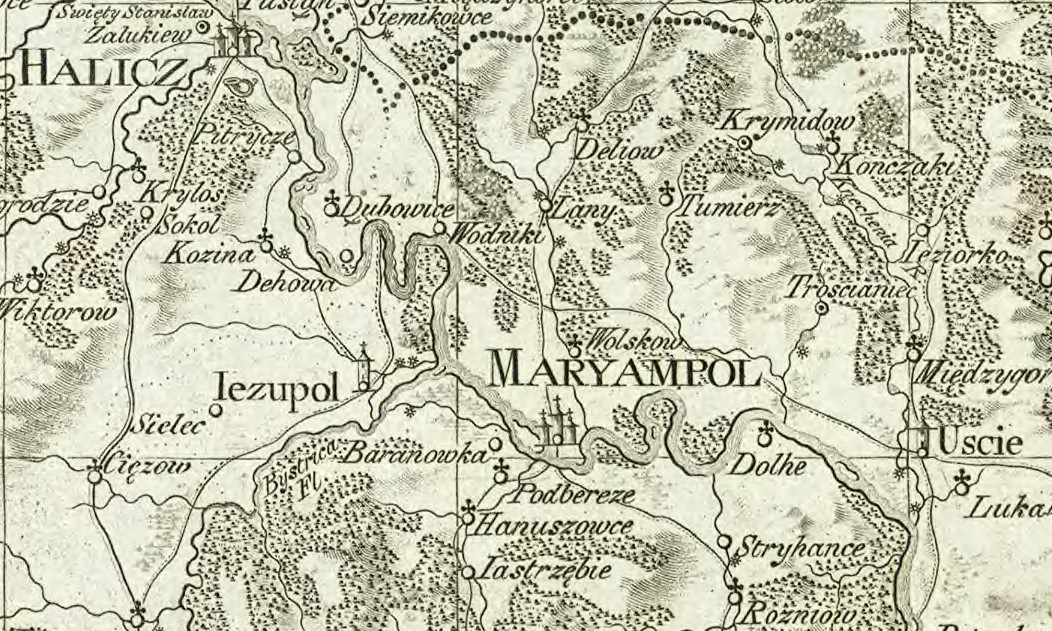
Hanuszowce i Jastrzębie na mapie z 1824r.

W okresie I Rzeczypospolitej wieś leżała w prowincji małopolskiej, województwie ruskim, w ziemi halickiej, w powiecie halickim. W 1437 właścicielem wsi oraz przysiołka Bortniki był Marcisz z Wrocimowic, a następnie w 1448 Michał z Buczacza.
W okresie Królestwa Galicji i Lodomerii wieś należała do klucza marjampolskiego księżnej Anny Jabłonowskiej.
W okresie II Rzeczypospolitej miejscowość należała do gminy wiejskiej Jezupol w powiecie stanisławowskim województwa stanisławowskiego.
Południową część stanowi niegdyś samodzielna wieś Jastrzębiec.
Miejscowość liczy 1263 mieszkańców.